# Steep Falls
Steep Falls statisztikai település az USA Maine államában, Cumberland megyében. Lakosainak száma 1223 fő (2020. április 1.).

## Népesség
A település népességének változása:

| 2010 | 1 139 |
| 2020 | 1 223 |